# We Made It
"We Made It" là một đĩa đơn quảng bá của rapper Busta Rhymes hợp tác với ban nhạc rock người Mỹ Linkin Park. Bài hát nằm trong album phòng thu thứ 8 của Busta Rhymes, Back on My BS, nhưng sau đó đã bị xóa khỏi danh sách ca khúc vì album được phát hành thông qua một hãng đĩa khác, trong khi "We Made It" lại là bài hát cuối cùng của Busta Rhymes khi còn thuộc Interscope. Bài hát được sản xuất bởi Cool & Dre, với sự sản xuất bổ sung của Mike Shinoda và Brad Delson của Linkin Park. Bài hát được phát hành vào ngày 29 tháng 4 năm 2008. Đây là đĩa thu âm cuối cùng của Busta Rhymes với Aftermath Entertainment.
Bài hát ra mắt và đạt vị trí cao nhất trên bảng xếp hạng Billboard Hot 100 ở vị trí thứ 65.  Bài hát ra mắt ở vị trí thứ 14 trên UK Singles Chart (Bảng xếp hạng Đĩa đơn Vương quốc Anh), trở thành bản hit thứ 12 của Rhymes và thứ 10 của Linkin Park xếp hạng trong top 20 tại Vương quốc Anh. Đĩa đơn xếp hạng cao nhất ở vị trí thứ 10 và giữ nguyên vị trí đó sau khi phát hành bản vật lý. Đĩa đơn cũng đạt được thành công đáng kể ở Đức, xếp hạng cao nhất ở vị trí thứ 11 trên Bảng xếp hạng đĩa đơn Đức.

## Hoàn cảnh
Dre ban đầu được dự định sẽ hát phần hook, cho đến khi Rhymes nghe beat và ý tưởng đưa Linkin Park vào đó cứ "xuất hiện trong đầu ông".
Bài hát được trình diễn lần đầu tiên vào ngày 2 tháng 5 năm 2008 trong buổi hòa nhạc của Busta tại Club Index ở Đức. Buổi biểu diễn đầu tiên với Linkin Park là tại phòng thu tập dượt của họ Third Encore vào ngày 25 tháng 5 năm 2008, trước một khán giả gồm 14 thành viên của câu lạc bộ người hâm mộ Linkin Park, những người đã được bất ngờ đưa đến đó.
Bài hát xuất hiện trong nhạc nền của Madden NFL 09 và nó được sử dụng làm bài hát chủ đề cho chương trình truyền hình giải NBA Western Conference Finals 2008. Đây là lần thứ 2 một bài hát của Shinoda được sử dụng trong trận play-off NBA, bài đầu tiên là "Remember the Name" của Fort Minor.
Trong lúc chứng kiến chiến thắng bầu cử Tổng thống năm 2008 của Barack Obama, Busta bắt đầu ăn mừng và hát đoạn điệp khúc "We Made It". 

## Video âm nhạc
Video âm nhạc được công chiếu cả ngày trên BET vào thứ Ba, ngày 29 tháng 4, cùng ngày với video cho đĩa đơn đầu tiên của album, "Don't Touch Me (Throw da Water on 'em)." Video cũng được công chiếu trong 24 giờ trên Yahoo! Music duy nhất ngày 29/4. Cùng ngày hôm đó, "We Made It" đã lên sóng các đài phát thanh trên toàn thế giới. Video cũng có sự xuất hiện của các khách mời từ Styles of Beyond, Bishop Lamont và Lamar Odom. Chris Robinson đạo diễn video.
Video này cũng đánh dấu một trong những lần xuất hiện đầu tiên của tai nghe Beats. 

## Danh sách ca khúc
| Đĩa đơn CD | Đĩa đơn CD                      | Đĩa đơn CD |
| STT        | Nhan đề                         | Thời lượng |
| ---------- | ------------------------------- | ---------- |
| 1.         | "We Made It" (Bản Album)        | 3:58       |
| 2.         | "We Made It" (A Capella) (Edit) | 3:00       |
| 3.         | "We Made It" (Nhạc nền)         | 3:58       |
| 4.         | "We Made It" (Video)            | 4:31       |

| iTunes EP | iTunes EP                        | iTunes EP  |
| STT       | Nhan đề                          | Thời lượng |
| --------- | -------------------------------- | ---------- |
| 1.        | "We Made It" (Bản Album)         | 3:58       |
| 2.        | "We Made It" (A Cappella) (Edit) | 2:59       |
| 3.        | "We Made It" (Nhạc nền)          | 3:58       |

## Nhân sự
- Busta Rhymes - đọc rap
- Eddie "Crack Keys" Montilla - bàn phím
- Cool & Dre - tất cả các nhạc cụ khác
- Neil Pogue - kỹ sư phối âm
- Gina Victoria và Rande Johnson - kỹ sư thu âm

Linkin Park
- Chester Bennington - ca sĩ
- Mike Shinoda - đọc rap, guitar
- Brad Delson - guitar

## Xếp hạng

### Bảng xếp hạng hàng tuần
| Bảng xếp hạng (2008)            | Vị trí cao nhất |
| ------------------------------- | --------------- |
| Úc (ARIA)                       | 37              |
| Áo (Ö3 Austria Top 40)          | 16              |
| Canada (Canadian Hot 100)       | 40              |
| Cộng hòa Séc (Rádio Top 100)    | 13              |
| Đức (GfK)                       | 11              |
| Ireland (IRMA)                  | 12              |
| New Zealand (Recorded Music NZ) | 13              |
| Na Uy (VG-lista)                | 11              |
| Scotland (OCC)                  | 13              |
| Slovakia (Rádio Top 100)        | 70              |
| Thụy Điển (Sverigetopplistan)   | 24              |
| Thụy Sĩ (Schweizer Hitparade)   | 17              |
| Anh Quốc R&B (OCC)              | 3               |
| Anh Quốc (OCC)                  | 10              |
| Hoa Kỳ Billboard Hot 100        | 65              |

### Bảng xếp hạng cuối năm
| Bảng xếp hạng (2008)                 | Hạng |
| ------------------------------------ | ---- |
| Bảng xếp hạng đĩa đơn Đức            | 91   |
| Bảng xếp hạng đĩa đơn Vương quốc Anh | 89   |